# 대길초등학교
대길초등학교는 대한민국 충청북도 청주시 청원구 북이면에 있는 공립 초등학교이다.

## 학교 연혁
- 1946. 09. 01 북이국민학교 대길분교장 설립인가
- 1947. 04. 20 대길국민학교 설립 인가
- 1947. 09. 01 개교(서당리 공회당에서 제1학년 2개학급)
- 1948. 04. 01 초대 이정길 교장 취임
- 1952. 03. 27 제1회 졸업식
- 2015. 09. 01  제27대 이경세 교장 부임
- 2017.02.10 제66회 졸업식(총 3,175명)
- 2017. 03. 01 6학급 편성

## 참고 자료
- 대길초등학교 - 한국교육학술정보원 학교알리미